# Day26
Day26 é um grupo americano formado por integrantes de descêndencia afro-americana. Seu primeiro single é Got Me Going, que já estreou em sexto lugar no TRL.
O grupo se tornou um sucesso estrondoso nos Estados Unidos e é apadrinhado por Diddy.
que criou um programa na MTV "Making the Band 4" no ano de 2008 não só ganharam os cinco rapazes (Robert, Mike, Willie, Brian, Q) mas com um rapaz chamado Donnie que depois do programa fizeram um reality show.
Nesse mesmo reality show que eles fizeram estiveram com as Danity Kane que também é um grupo apadrinhado pelo Diddy, mas entre tanto aconteceram algumas turbulências entre eles e foi retirado um membro do grupo (Q) por falta de comparecimento.

## Discografia

### Álbuns
- Day26 (2008)
- Forever in a Day (2009)
- A New Day (2011)

### Singles
- "Got Me Going"
- "Since You've Been Gone"
- "Imma Put It on Her" (featuring Diddy & Yung Joc)
- "Stadium Music"
- "Let It Go"
- "Right My Way" (featuring DaShean Porter)

### Videos
- Forever In Your Eyes (2009)